# Thysanoteuthis
Thysanoteuthis Troschel, 1857 è un genere di molluschi cefalopodi dell'ordine Oegopsida, l'unico della famiglia Thysanoteuthidae W. Keferstein, 1866.

## Distribuzione e habitat
Il genere è cosmopolita nei mari e gli oceani tropicali e subtropicali. T. rhombus è regolarmente presente e abbastanza comune nel mar Mediterraneo. Sono animali epi e mesopelagici che effettuano migrazioni nictemerali per cui di notte si spingono in acque relativamente superficiali mentre nelle ore diurne possono stazionare anche a 800 metri di fondo.

## Descrizione
Questi cefalopodi hanno un aspetto molto caratteristico a causa del mantello molto grande rispetto alla testa e ai tentacoli; il mantello è allungato, la lunghezza è circa il 75% rispetto alla larghezza, molto muscoloso e la sua parete è spessa fino a 5 cm. Il mantello ha punta arrotondata ed è ricoperto di una tunica di collagene. Le pinne sono molto sviluppate e danno una forma rombica all'animale, sono lunghe quanto il mantello, non unite all'estremità del corpo e anch'esse muscolose. Le pinne sono ampie, raggiungono la massima larghezza a circa un terzo della lunghezza del mantello. La testa ha larghezza simile a quella del mantello. Le braccia sono abbastanza corte con due serie di ventose dotate di denti ma prive di uncini. Le braccia sono dotate di cirri i quali sono uniti da una membrana. Anche i tentacoli sono corti con la clava tentacolare allargata e abbastanza lunga, è dotata di ventose disposte in quattro serie dotate di denti acuti. Un fotoforo è situato nel sacco dell'inchiostro dei giovanili fino a 35 cm di lunghezza ma si riduce nell'adulto nel quale è rudimentale. 
Sono cefalopodi di dimensioni ragguardevoli, fino a 100-130 cm di lunghezza del mantello.

## Biologia

### Riproduzione
Le masse ovigere sono caratteristiche per l'aspetto cilindrico e le dimensioni che possono raggiungere i due metri per 30 cm. Sono gelatinose, semitrasparenti punteggiate dagli embrioni di colore violaceo. Si tratta degli unici cefalopodi noti ad essere monogami, le coppie si formano tra individui di dimensioni simili nello stadio giovanile quando sono lunghi circa 10 cm e restano assieme per tutta la durata della vita.

## Pesca
T. rhombus è attivamente pescato in Giappone e Taiwan dove è molto apprezzato per le carni sode e gustose e spunta prezzi molto alti. Viene catturato di notte con ami innescati con esche naturali o con esche artificiali di giorno ad alte profondità.

## Tassonomia
Il genere comprende le seguenti specie:
- Thysanoteuthis filiferum Hoyle, 1904
- Thysanoteuthis major J. E. Gray, 1828
- Thysanoteuthis rhombus Troschel, 1857